# Lasse Winsløw
Laurits "Lasse" Winsløw Nielsen (23. marts 1911 i Viborg – 24. april 2006 i Viborg) var en dansk kunstmaler og grafiker.

## Karriere
Lasse Winsløw blev i 1932 student fra Viborg Katedralskole. Året efter blev han optaget på Det Kongelige Danske Kunstakademi, hvor han fra 1933 til 1938 blandt andet blev undervist af Kræsten Iversen (1886-1955) og Sigurd Wandel (1875-1947). I 1938 startede han på akademiets grafiske skole under ledelse af professor Aksel Jørgensen (1883-1957). Efter endt uddannelse fortsatte Winsløw som hospitant på akademiet, hvor han gratis kunne komme og gå som det passende ham. I vinteren 1946 var han hospitant på Vilhelm Lundstrøms skole.
Han debuterede i 1939 som udstiller på Charlottenborgs forårsudstilling. Senere udstillede han i Skive, Odense, Aarhus, København, Prag, New York, Stockholm, Helsinki, Tokyo m.v.
Som 78-årig fik Winsløw en hjerneblødning der lammede højre side af kroppen, men da han var venstrehåndet kunne han efter genoptræning fortsætte med at male.

## Privat
Lasse Winsløw er søn af Laurits Winsløw Nielsen og Anne Marie Andersen.
Lasse blev i 1938 gift med Gertrud Ida Hein (1913-1996). Gertrud var uddannet sygeplejerske, men havde også en kunstnerisk åre. Hun lavede både mosaikker og vævede vægtæpper, og samarbejdede flere gange med Lasse. Sammen fik de døtrene Karin og Ilse.
Lasse og Gertrud er begravet på Viborg Kirkegård.